# Aysha guarapuava
Aysha guarapuava är en spindelart som beskrevs av Antonio D. Brescovit 1992. Aysha guarapuava ingår i släktet Aysha och familjen spökspindlar. Inga underarter finns listade.